# Neogoneplax
Neogoneplax is een geslacht van kreeftachtigen uit de klasse van de Malacostraca (hogere kreeftachtigen).

## Soorten
- Neogoneplax costata Castro, 2007
- Neogoneplax renoculis (Rathbun, 1914)
- Neogoneplax serratipes Castro, 2007